# Petru Vodă
Petru Vodă – wieś w Rumunii, w okręgu Neamț, w gminie Poiana Teiului. W 2011 roku liczyła 1160 mieszkańców.